# Даринко Косор
Даринко Косор (хорв. Darinko Kosor, нар.14 березня 1965, Загреб) — хорватський політик, голова Хорватської соціал-ліберальної партії з листопада 2009. Депутат парламенту Хорватії. Двоюрідний брат колишнього хорватського прем'єр-міністра Ядранки Косор. Був останнім головою Загребської міської організації Спілки соціалістичної молоді Хорватії. За освітою економіст.
Із 20 червня 2013 і до відставки 19 травня 2016 року був головою міської скупщини Загреба.